# Wilhelm Thiele (Maler)

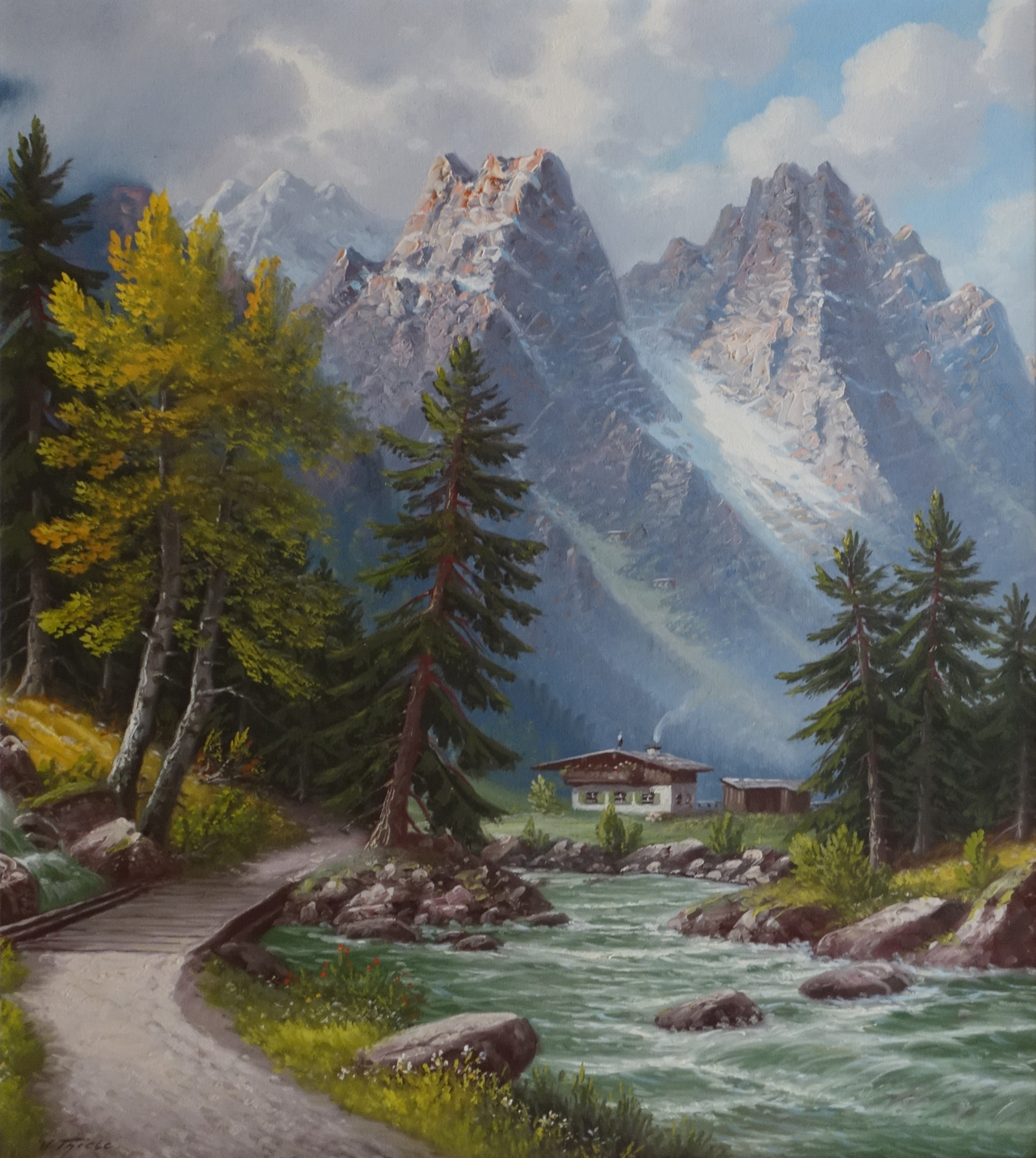
Fluss und Haus in den Alpen

Wilhelm Thiele (* 18. Januar 1872 in Potsdam; † 1939 ebenda) war ein deutscher Maler und Illustrator. 
Er studierte von 1891 bis 1892 an der Kunstgewerbeschule und 1892 bis 1895 an der Kunstakademie in Berlin. Er war als Zeichenlehrer an der städtischen gewerblichen Fortbildungsschule in Potsdam tätig. 1911 bis 1913 steuerte er Abbildungen zum Potsdamer Kalender bei, 1914, 1915, 1920 zum Berliner Kalender und 1915 zum Schlesischen Kalender. Thiele war Mitglied der Künstlergilde Potsdam und im Verband Deutscher Illustratoren.